# 玉山耳蕨
玉山耳蕨（学名：Polystichum morii），为鳞毛蕨科耳蕨属下的一个植物种。